# 北京公交143路
北京公交143路，曾用名为奥运公交临3路、83路、特13路，是中国北京市的一条公交线路。

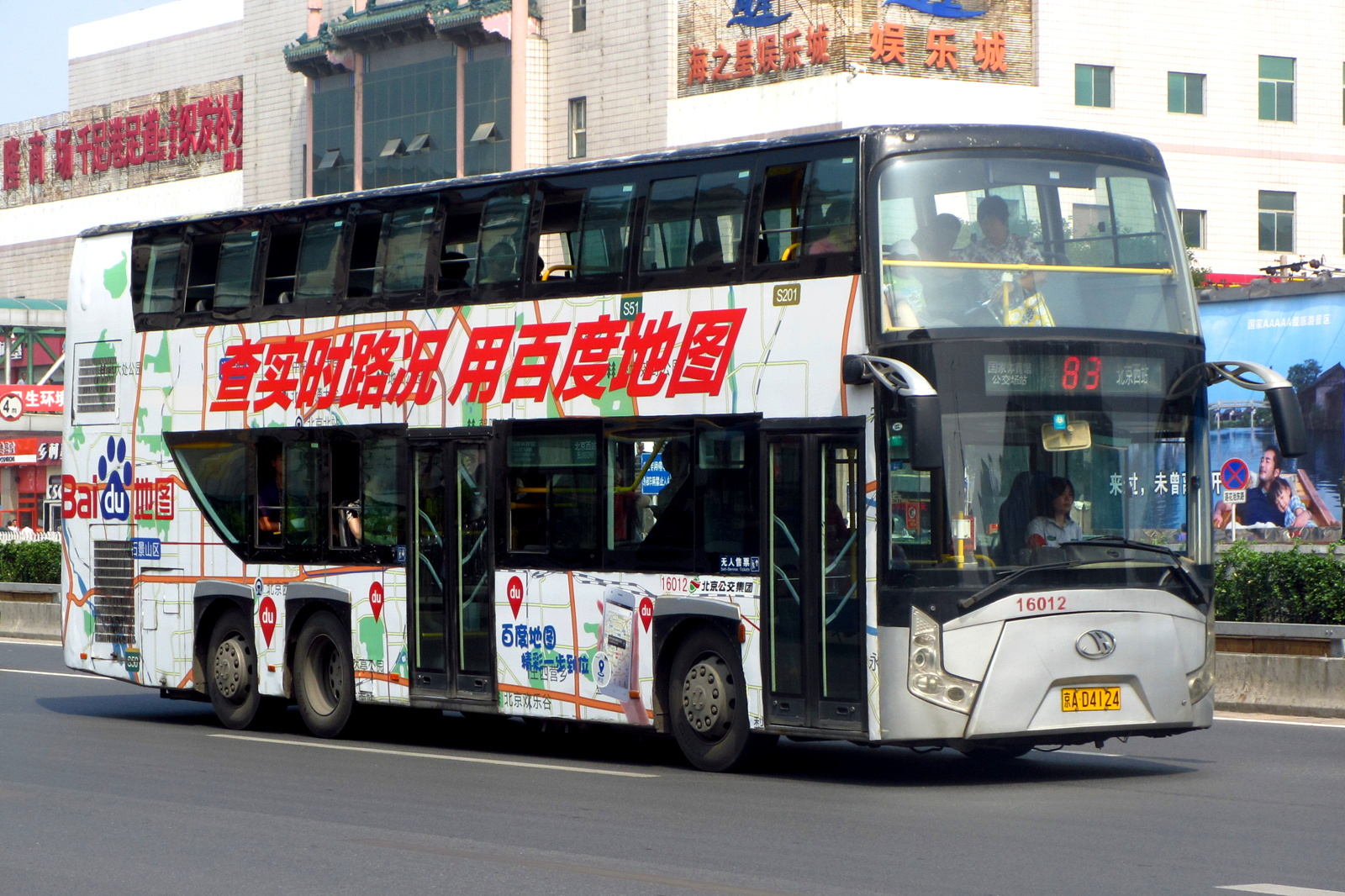
原83路使用的BK6126S1型双层车于北京西站

## 概述
143路隶属于北京公交集团第一客运分公司，线路长度21.220公里，运行时间为：国家体育馆5:30-22:00，北京西站6:00-23:00。
143路原是为北京奥运会设置的奥运专线3路，由奥林匹克西公交场站开往复兴门南，2008年7月20日开通。奥运会结束后，奥运专线3路仍继续运营。后改称“临3路”，并将始发站和终点站由奥林匹克南公交场站和复兴门南改为国家体育馆公交场站和北京西站。
2014年5月，83路更改路号为特13路。现今新83路运行区间为西单路口东-怡海花园西门。
2021年2月6日首车起，特13路更改路号为143路。

## 沿线站点
截至2020年10月，特13路（143路）的停靠站点如下：
- 上行：国家体育馆→新闻中心→中科院地理所→南沟泥河→北沙滩桥东→北沙滩桥南→安翔桥南→祁家豁子→马甸桥北→马甸桥南→德胜门外→冰窖口胡同西口→积水潭桥南→新街口北→平安里路口南→西四路口北→缸瓦市→西单商场→西单路口南→宣武门内→长椿街路口西→北京西站
- 下行：北京西站→长椿街路口东→宣武门内→西单路口南→西单商场→缸瓦市→西四路口北→平安里路口北→新街口南→积水潭桥东→德胜门→马甸桥南→马甸桥北→祁家豁子→安翔桥北→北沙滩桥东→南沟泥河→中科院地理所→新闻中心→国家体育馆

## 票价
143路采用分段计价方式（10公里内购票2元，每增加5公里增加1元）。线路单程最高票价4元。
使用市政交通一卡通刷卡或北京公交App乘车码扫码乘车可以享受半价优惠，使用学生卡可以享受2.5折优惠。

## 相关参阅
- 北京交通
- 北京市政交通一卡通